# (3449) Abell
(3449) Abell (1978 VR9) – planetoida z pasa głównego asteroid okrążająca Słońce w ciągu 5,4 lat w średniej odległości 3,08 j.a. Odkryli ją Eleanor Helin i Schelte Bus 7 listopada 1978 roku.